# بوليط منحسر
بوليط منحسر (الاسم العلمي:Boletus recedens ) هو نوع الفطريات يتبع جنس البوليط من الفصيلة البوليطية.